# Heinz Vollmar
Heinz Vollmar (St. Ingbert, 1936. április 26. – St. Ingbert, 1987. október 12.) Saar-vidéki és nyugatnémet válogatott német labdarúgó, csatár.

## Pályafutása

### Klubcsapatban
1954 és 1959 között az SV St. Ingbert 1945 labdarúgója volt. 1959 és 1969 között az  1. FC Saarbrücken csapatában szerepelt.

### A válogatottban
1955–56-ban négy alkalommal szerepelt a Saar-vidéki válogatottban és négy gólt ért el. Saar-vidék csatlakozása után Nyugat-Németországhoz, 1956 és 1961 között 12 alkalommal játszott a nyugatnémet válogatottban és három gólt szerzett. Részt vett az 1962-es chilei világbajnokságon a csapattal, de pályára nem lépett.

## Halála
1987. október 12-én kocogni indult. St. Ingbert-i otthona és Sulzbach között futás közben egy erdős részen szívroham érte és 51 éves korában elhunyt.

## Sikerei, díjai
1. FC Saarbrücken
- Német bajnokság (Oberliga Südwest)
  - bajnok: 1961–61